# Вейдінг-Рівер (Нью-Йорк)
Вейдінг-Рівер (англ. Wading River) — переписна місцевість (CDP) в США, в окрузі Саффолк штату Нью-Йорк. Населення — 7731 особа (2020).

## Географія
Вейдінг-Рівер розташований за координатами 40°56′51″ пн. ш. 72°49′25″ зх. д. / 40.94750° пн. ш. 72.82361° зх. д. (40.947365, -72.823565).  За даними Бюро перепису населення США в 2010 році переписна місцевість мала площу 25,49 км², з яких 25,39 км² — суходіл та 0,10 км² — водойми.

## Демографія
Згідно з переписом 2010 року, у переписній місцевості мешкало 7719 осіб у 2716 домогосподарствах у складі 2072 родин. Густота населення становила 303 особи/км².  Було 3090 помешкань (121/км²).
Расовий склад населення:
| - 94,5 % — білих - 2,0 % — чорних або афроамериканців - 1,0 % — азіатів - 0,1 % — корінних американців |

До двох чи більше рас належало 1,7 %. Частка іспаномовних становила 4,5 % від усіх жителів.
За віковим діапазоном населення розподілялося таким чином: 26,4 % — особи молодші 18 років, 61,7 % — особи у віці 18—64 років, 11,9 % — особи у віці 65 років та старші. Медіана віку мешканця становила 41,4 року. На 100 осіб жіночої статі у переписній місцевості припадало 100,1 чоловіків;  на 100 жінок у віці від 18 років та старших — 96,6 чоловіків також старших 18 років.
Середній дохід на одне домашнє господарство  становив 126 205 доларів США (медіана — 110 417), а середній дохід на одну сім'ю — 136 835 доларів (медіана — 125 046). Медіана доходів становила 85 745 доларів для чоловіків та 56 732 долари для жінок. За межею бідності перебувало 3,8 % осіб, у тому числі 2,4 % дітей у віці до 18 років та 8,6 % осіб у віці 65 років та старших.
Цивільне працевлаштоване населення становило 3850 осіб. Основні галузі зайнятості: освіта, охорона здоров'я та соціальна допомога — 30,8 %, науковці, спеціалісти, менеджери — 13,1 %, публічна адміністрація — 9,9 %, виробництво — 9,7 %.